# Júlio Prestes
Júlio Prestes de Albuquerque (Itapetininga (São Paulo), 15 maart 1882 – São Paulo, 9 februari 1946) was een Braziliaans politicus.
Op 14 juli 1927 legde Prestes de eed af als gouverneur van São Paulo en op 1 maart 1930 werd hij verkozen als president van Brazilië. Voor hij de eed kon afleggen, die gepland was voor 15 november 1930, pleegde Getúlio Vargas een staatsgreep. Daardoor werd Prestes nooit beëdigd als president.
Deodoro da Fonseca ·
Peixoto ·
Morais ·
Campos Sales ·
Alves ·
Pena ·
Peçanha ·
Fonseca ·
Brás ·
Alves ·
Moreira ·
Pessoa ·
Bernardes ·
Luís ·
Prestes ·
(Junta van 1930) ·
Vargas ·
Linhares ·
Gaspar Dutra ·
Vargas ·
Café Filho ·
Luz ·
Ramos ·
Kubitschek ·
Quadros ·
Ranieri Mazzilli ·
Goulart ·
Ranieri Mazzilli ·
Castelo Branco ·
Costa e Silva ·
(Junta van 1969) ·
Garrastazu Médici ·
Geisel ·
Figueiredo ·
Neves ·
Sarney ·
Collor ·
Franco ·
Cardoso ·
Lula da Silva ·
Rousseff ·
Temer ·
Bolsonaro ·
Lula da Silva
- Bibliothèque nationale de France: cb10078908s (data)
- Gemeinsame Normdatei: 1229109358
- International Standard Name Identifier: 0000 0000 2666 2230
- Library of Congress Control Number: n83022405
- Virtual International Authority File: 33366103
- WorldCat: E39PBJt8frqYyrtt6bPvgj3YT3